# 대전 성북동산성
대전 성북동산성(大田 城北洞山城)은 대전광역시 유성구 성북동, 해발 230m의 성재고개 남쪽산 정상의 지세를 이용하여 쌓은 성이다. 1990년 5월 28일 대전광역시의 기념물 제18호로 지정되었다.

## 개요
원내동에서 성북동으로 넘어가는 고개 남쪽의 산(해발 230m) 정상에 테를 두르듯 돌로 쌓아 만든 백제시대 성이다. 성의 둘레는 약 450m 정도로 성벽은 거의 허물어졌으나, 북벽과 서벽의 일부가 남아 있다. 동벽과 남벽은 돌을 쌓지 않고 자연지형을 그대로 이용하여 경사면을 깎아내는 수법으로 만들었으나, 지금은 무너져 그 형태조차 파악하기 힘들다. 성내에는 여러 곳의 건물터가 있으며, 주변에서 백제시대 토기와 기와 조각이 많이 출토된다. 문터는 북문터와 동문터가 확인되며, 북문터 가까운 곳에 우물자리가 남아 있다. 대전 동쪽의 백제시대 산성들과 연결되는 군사 요충지로 대전에서 연산으로 향하는 길목을 방어하기 위해 만든 것으로 추정된다.

## 같이 보기
- 성북동

## 참고 자료
- 대전 성북동 산성 - 국가유산청 국가유산포털